# Capitol Records Nashville
Capitol Records Nashville es un importante sello discográfico con sede en Estados Unidos ubicado en Nashville, Tennessee, que opera como parte de Universal Music Group Nashville. De 1991 a 1995, Capitol Nashville fue conocido como Liberty Records, antes de regresar al nombre de Capitol Nashville en 1995. Mientras estaba bajo el nombre de Liberty, el sello operó el sello hermano Patriot Records de 1994 a 1995. En 1999, EMI lanzó Virgin Records Nashville pero en 2001, Capitol absorbió la etiqueta de corta duración. En 2010, el sello lanzó el sello hermano EMI Nashville. El 23 de marzo de 2011, Alan Jackson firmó con la división EMI Nashville de Capitol junto con su propio sello ACR Records.
Capitol Nashville también patrocinó a varios artistas cómicos de éxito. 

## Artistas en Capitol Nashville
- Dierks Bentley
- Luke Bryan
- Mickey Guyton
- Adam Hambrick[1]
- Caylee Hammack[1]
- Little Big Town
- Hot Country Knights
- Jon Pardi
- Darius Rucker
- Hootie & the Blowfish[2]
- Carrie Underwood
- Keith Urban

## Artistas en EMI Records Nashville
- Gary Allan
- Brothers Osborne
- Eric Church
- Jon Langston
- Brandon Lay[3]
- Chrissy Metz
- Kylie Morgan

## Artistas anteriores
- Trace Adkins
- Susan Ashton
- Bryan Austin (Patriot)
- The Bama Band
- Kelleigh Bannen
- Joe Barnhill
- Alan Jackson (EMI Nashville)
- Stephanie Bentley
- John Berry
- Suzy Bogguss
- Lisa Brokop
- Garth Brooks
- Kix Brooks
- T. Graham Brown
- Chris Cagle
- Glen Campbell
- Paulette Carlson
- Rodney Carrington
- Deana Carter
- Cee Cee Chapman (Curb/Capitol)
- Jameson Clark
- Jessi Colter
- Billy "Crash" Craddock
- Kenny Dale
- Lacy J. Dalton
- Linda Davis
- Clay Davidson
- Billy Dean
- The Delevantes
- Amber Dotson
- George Ducas
- Whitney Duncan
- Emilio Navaira
- Ty England
- Skip Ewing
- Cleve Francis
- The Goldens (Capitol/SBK)
- Noah Gordon (Patriot)
- Ricky Lynn Gregg
- Mark Gross
- Merle Haggard
- Jennifer Hanson
- Joni Harms
- Walker Hayes
- Steven Wayne Horton
- Joey Hyde
- The Jenkins
- Charles Kelley
- Jerry Kilgore (Virgin Nashville)
- Brandon Kinney
- Lady A
- Chris LeDoux
- Tom Mabe (Virgin Nashville)
- Barbara Mandrell
- Mason Dixon
- Delbert McClinton
- Mindy McCready
- Jennette McCurdy
- Mel McDaniel
- Scott McQuaig
- Dana McVicker
- Roy D. Mercer
- Dean Miller
- Dude Mowrey
- Anne Murray
- Willie Nelson
- Juice Newton
- Nitty Gritty Dirt Band
- Troy Olsen (EMI Nashville)
- Jamie O'Neal
- Marie Osmond (Curb/Capitol)
- Allison Paige
- Palomino Road
- Eric Paslay
- Pearl River
- Pirates of the Mississippi
- Eddie Rabbitt
- The Ranch
- Eddy Raven
- Ashley Ray
- Julie Reeves (Virgin Nashville)
- River Road
- Kenny Rogers
- Roy Rogers
- Linda Ronstadt
- Sawyer Brown (Curb/Capitol)
- Don Schlitz
- Thom Schuyler
- Hillary Scott & the Scott Family
- Shenandoah
- Ryan Shupe & The RubberBand
- Russell Smith
- Jo-El Sonnier
- Verlon Thompson
- Cyndi Thomson
- Trader-Price
- Tanya Tucker
- Steve Wariner
- Emily West
- Dottie West
- Ron White
- Wild Rose
- Cheryl Wheeler
- Lari White
- Tim Wilson
- Jeff Wood
- Curtis Wright
- Billy Yates
- Faron Young
- Dan Seals